# Buena Vista Social Club (film)
Buena Vista Social Club – niemiecko-brytyjsko-amerykańsko-francusko-kubański film muzyczny z 1999 roku w reżyserii Wima Wendersa. Obraz zdobył nominację do Oscara za najlepszy pełnometrażowy film dokumentalny.

## Opis filmu
W 1996 roku legendarnych muzyków kubańskich odwiedził w Hawanie kompozytor Ry Cooder. Powstał wtedy słynny album „Buena Vista Social Club”. Zafascynowany nim reżyser Wim Wenders pojechał na Kubę z ekipą filmową i przez wiele miesięcy towarzyszył muzykom podczas koncertów.

## Obsada
- Compay Segundo
- Eliades Ochoa
- Ry Cooder
- Joachim Cooder(inne języki)
- Ibrahim Ferrer
- Omara Portuondo
- Rubén González
- Orlando "Cachaito" López(inne języki)
- Amadito Valdés(inne języki)
- Manuel "Guajiro" Mirabal(inne języki)
- Barbarito Torres(inne języki)
- Pío Leyva
- Manuel "Puntillita" Licea(inne języki)
- Juan de Marcos González